# Terellia ruficauda
Terellia ruficauda är en tvåvingeart som först beskrevs av Fabricius 1794.  Terellia ruficauda ingår i släktet Terellia och familjen borrflugor. Arten är reproducerande i Sverige. Inga underarter finns listade i Catalogue of Life.

## Bildgalleri

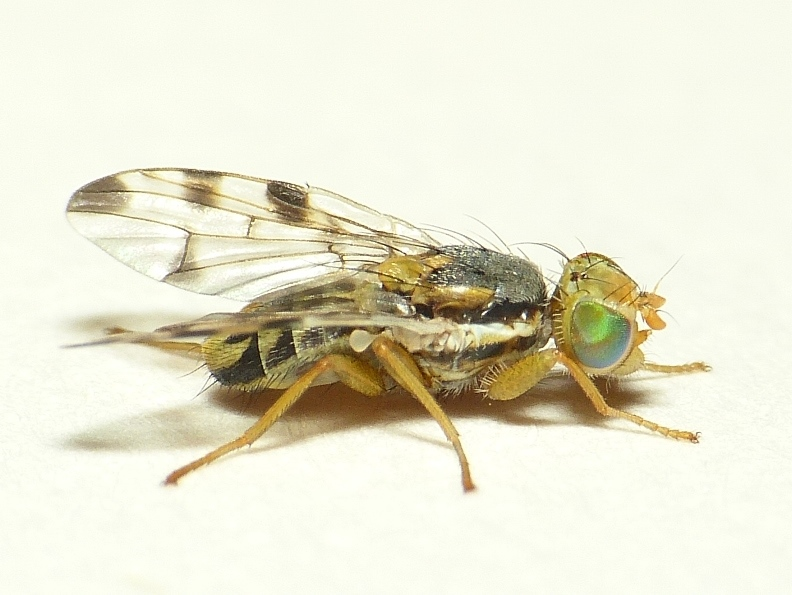